# 馬塔努斯卡-蘇西特納自治市鎮

馬塔努斯卡-蘇西特納自治市鎮在阿拉斯加州的位置

馬塔努斯卡-蘇西特納自治市鎮（英語：Matanuska-Susitna Borough）是美國阿拉斯加州一個自治市鎮，位於該州中南部。面積65,423平方公里。根據美國2000年人口普查，共有人口59,322人。鎮治帕爾默（Palmer），最大城市為瓦西拉（Wasilla）。
成立於1964年。縣名來自當地的主要河流：馬塔努斯卡河和蘇西特納河。